# Ernst Gerhardt
Ernst Heinz Gerhardt (* 10. September 1921 in Frankfurt-Bockenheim) ist ein ehemaliger deutscher Kommunalpolitiker der Christlich Demokratischen Union Deutschlands (CDU).

## Werdegang
Ab 1936 machte er eine kaufmännische Lehre bei der Frankfurter Braun AG. Im Zweiten Weltkrieg diente er bei der Marine in Kiel. Im August 1945 kehrte er nach Frankfurt zurück. Er arbeitete bis 1960 bei der Braun AG, zuletzt als Prokurist (kaufmännischer Leiter des Kundendienstes).
Er wurde 1956 in die Stadtverordnetenversammlung von Frankfurt am Main gewählt. 1960 wurde er hauptamtliches Magistratsmitglied, tätig als Dezernent für Gewerbe und öffentliche Einrichtungen, dann im Sozial- und Gesundheitsressort. Von 1978 bis 1989 war er Stadtkämmerer.
Nachhaltig setzte er sich für die Universität der Frankfurter Partnerstadt Tel Aviv ein.

## Politik
Gerhard war Mitglied der katholischen Jugend, ab 1946 in der Katholischen jungen Mannschaft. 1953 trat Gerhardt in die CDU ein. Als Vorbilder sah er Walter Dirks und Eugen Kogon. Von 1961 bis 1972 war er deren Kreisvorsitzender, nach seinem Ausscheiden als Stadtkämmerer war er Ehrenvorsitzender der Partei.

## Privates
Ernst Gerhardt war mit seiner Frau 77 Jahre lang, bis zu ihrem Tod im April 2021, verheiratet. Er hat drei Kinder und ist katholischen Glaubens.

## Ehrungen
- 1971: Ehrenplakette der Stadt Frankfurt am Main
- 1984: Ehrensenator der Johann Wolfgang Goethe-Universität Frankfurt am Main
- 1985: Großes Verdienstkreuz der Bundesrepublik Deutschland
- 1985: Ehrenbürger der Universität Tel Aviv
- 1986: Wilhelm-Leuschner-Medaille
- 1990: Großes Verdienstkreuz mit Stern der Bundesrepublik Deutschland
- 1990: Stadtältester von Frankfurt am Main
- Komturkreuz mit Stern des päpstlichen Gregoriusordens
- 2003: Ehrendoktor der Universität Tel Aviv
- 2011: Hessischer Verdienstorden
- 2011: Georgsplakette des Bistums Limburg